# Сауровка
Сауровка (укр. Саурівка) — село на Украине, находится в Шахтёрском районе Донецкой области. C 2014 года находится под контролем самопровозглашенной Донецкой Народной Республики.

## Население
Население по переписи 2001 года составляло 105 человек.

## История
До 1921 года село входило в состав Области Войска Донского. В годы Великой Отечественной войны в окрестностях села велись тяжёлые бои за высоту Саур-Могила. Летом 2014 года во время Вооружённого конфликта на юго-востоке Украины под селом шли бои между военнослужащими Украины и ополчением Донбасса.

## Достопримечательности
Недалеко от населённого пункта расположен мемориальный комплекс «Саур-Могила».